# Okrug Zlatibor
| Zlatiborski Okrug | Zlatiborski Okrug |
| Lage in Serbien   | Lage in Serbien   |
| ----------------- | ----------------- |
| Staat:            | Serbien           |
| Fläche:           | 6.140 km²         |
| Einwohner:        | 335.826 (2002)    |
| Hauptstadt:       | Užice             |
| ISO 3166-2:       | RS-16             |

Zlatibor (Златиборски округ oder Zlatiborski okrug) ist ein Verwaltungsbezirk (Okrug) in Serbien. Er erstreckt sich über den westlichen Teil des Landes und ist mit 6.140 km2 der flächenmäßig größte aller serbischen Bezirke.
Der Bezirk hat laut Volkszählung 2002 eine Einwohnerzahl von 335.826. Sein Hauptverwaltungssitz ist die Stadt Užice. Benannt ist er nach dem in seinem Zentrum gelegenen bis zu 1496 m hohen Zlatibor-Gebirge.

## Gemeinden
Er besteht aus folgenden Gemeinden (opštine):
- Opština Bajina Bašta
- Opština Kosjerić
- Opština Užice
- Požega
- Opština Čajetina
- Opština Arilje
- Opština Nova Varoš
- Opština Prijepolje
- Opština Sjenica
- Opština Priboj

## Religiöse Stätten
Eines der ältesten Monumente dieser Region ist die Weiße Kirche (Bela Crkva) in Karan, erbaut in den Jahren 1340 bis 1342. Weiter gibt es zwei Kirchen in Užice, beide altertümlich und interessant: Sv. Marko Kirche (fertiggestellt 1828) und die  Kirche Hl. Großmärtyrer Georg (erbaut von 1842 bis 1844).
In der Umgebung von Bajina Bašta steht das Rača Kloster aus dem 13. Jahrhundert. In seiner langen Geschichte wurde dieses Kloster mehrmals fast gänzlich zerstört und wieder aufgebaut, das letzte Mal 1943, als Rača von der Bulgarischen Armee niedergebrannt wurde. Nach dem Zweiten Weltkrieg wurde es jedoch wieder renoviert und steht als Wahrzeichen der serbischen Kultur und Widerstandsfähigkeit.
Das Kloster von Miloševo, in der Umgebung von Prijepolje wurde in den Jahren 1218 bis 1219 erbaut und war ursprünglich eine Stiftung des Königs Stefan Vladislav, dem Sohn von Stefan Radoslav. Über 100 Kompositionen, Fresken und Fragmente wurden konserviert. Die bekannteste unter ihnen ist die Freske „Weißer Engel“, heute abgebildet in vielen Büchern, Monographien und Internetpräsentationen.

## Wirtschaft
Die bekanntesten Unternehmen in diesem Bezirk sind die Kupfer- und Aluminiumminen in Sevojno, der Metallkonzern Prvi Partisan, der Textilfabrikant Froteks und der Kleiderhersteller Kadinjača. In Priboj befindet sich die Autofabrik FAP, deren LKWs und Busse vor dem Krieg zu den besten der Welt gehörten.